# Satan

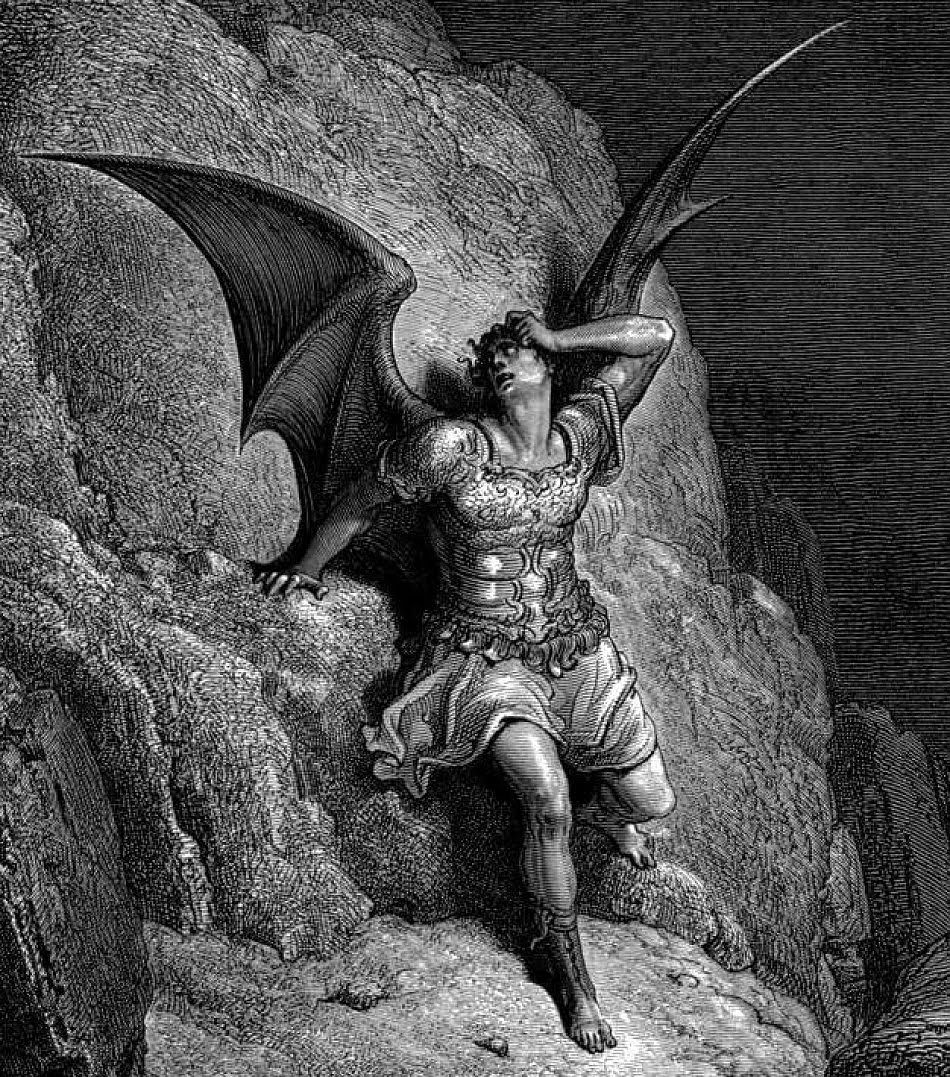
Satan într-un desen al lui Gustave Doré din cartea lui John Milton, Paradisul pierdut

Satan(a) (ebraică: שָׂטָן, Satana; ebraica tiberiană Śāṭān; greaca Koine: Σατανάς, Satanás; aramaică: צטנא, Śaṭanâ; arabă: شيطان, Shayṭaan) este o denumire abrahamică ce se referă de obicei la un înger-procuror sau demon.

## În iudaism
Satan joacă diferite roluri în Tanakh, apocrife și Noul Testament. În Tanakh, Satan este un înger de care se folosește Dumnezeu pentru a încerca omul în diferite situații, de obicei legate de nivelul său de credință. Dumnezeu poate folosi puterea îngerilor săi (cum ar fi Satana) pentru a testa oamenii. În iudaism Satana este slujitorul fidel al lui Dumnezeu, el fiind un înger ascultător (în iudaism îngerii nu pot decât să asculte poruncile lui Dumnezeu). Evreii susțin că pasajele interpretate de creștini ca referindu-se la Diavol se refereau de fapt la niște adversari militari ai Israelului antic. Diavolul este pe tot atât de puțin dușmanul lui Dumnezeu pe cât un procuror oarecare este dușman al statului de drept.
În Talmud și în unele lucrări cabalistice, Satana este uneori denumit Samael. În domeniile angelologiei și demonologiei, aceasta denumire se referă uneori la îngeri și demoni diferiți, și nu există consens asupra răutății tuturor acestor entități.
Manuscrisele de la Nag Hammadi asociază imaginea lui Satan cu cea a lui Dumnezeu, șarpele reprezentând eroul venit sa salveze primii oameni de tirania divinității care îi ținea captivi. Ideea nu e nouă, fiind existentă în multe religii gnostice

## În creștinism
În creștinism, diavolul și Satana reprezintă un înger care s-a răzvrătit împotriva lui Dumnezeu.De asemenea mai este cunoscut drept cel care a vorbit prin intermediul șarpelui și a tentat-o pe Eva să nu asculte porunca lui Dumnezeu. Este identificat și ca acuzatorul lui Iov, ispititorul din evanghelii și balaurul din Apocalipsă. Poartă numele de "conducătorul demonilor" (Matei 12:24); "conducătorul lumii" și chiar "dumnezeul acestei lumi" (Corinteni|4|4) Apocalipsa lui Ioan descrie cum Satana este aruncat din cer spre pământ cu "multă mânie" și războindu-se cu adepții lui Isus, până ce este distrus complet în "lacul de foc" (Apocalipsa 12:7-17; Apocalipsa 20:10).
În Ioan 3:8 se spune, contrar învățăturilor iudaismului "...că diavolul păcătuiește de la început." Noul Testament îl revelează pe Satana ca dușman al Lui Dumnezeu și al omului. Și tot în acest verset este scris "Fiul Lui Dumnezeu S-a arătat ca să nimicească lucrările diavolului." În textele apocrife și în Noul Testament, Satana este un demon rebel, dușmanul lui Dumnezeu și al omenirii, și întruchiparea răului. Satan mai este cunoscut și ca diavolul, "Prințul întunericului", Lucifer, și Mefistofel. Este o ființă spirituală superior omului.Biblia nu dezvăluie numele lui, doar titluri: diavol, împotrivitor, tatăl minciunii, rebel.

## În islam
În islam, Iblis (arabă إبليس), este diavolul principal. Perspectiva islamică asupra lui Satana are atât puncte comune, cât și diferențe cu cele creștină și iudaică.